# Jevhen Murzin
Jevhen Viktorovyč Murzin (in ucraino Євген Вікторович Мурзін?; Novosibirsk, 24 settembre 1965) è un ex cestista e allenatore di pallacanestro ucraino.

## Carriera
Con l'Ucraina ha disputato i Campionati europei del 1997.
Da allenatore ha guidato l'Ucraina a due edizioni dei Campionati europei (2015, 2017).

## Palmarès
- Campionato sovietico: 1

Stroitel' Kiev: 1988-89